# Пасічнюк Сергій Володимирович
Сергій Володимирович Пасічню́к (9 грудня 1969, Бузівка, Жашківський район, Черкаська область — 22 серпня 2015, Авдіївка, Донецька область) — старшина Збройних Сил України, учасник російсько-української війни.

## Біографія
Народився 9 грудня 1969 року в селі Бузівка, Жашківського району, Черкаської області.
Після восьми років навчання у місцевій школі, здобув спеціальність електрика у Таращанському технікумі. Потім — служба у повітрянодесантних військах Збройних сил, яку завершив у званні старшини.
Повернувшись додому, працював з 1991 року у сільській школі вчителем предмету «Захист Вітчизни», а здобувши в 1997 році вищу освіту в Миколаївському педагогічному інституті, викладав і фізичну культуру.
З початком агресії Росії активно займався волонтерством, допомагав Збройним силам України. В грудні 2014 року вирішив захищати Україну зі зброєю в руках, тож пішов добровольцем у зону АТО та воював за Батьківщину в добровольчому батальйоні. 13 лютого 2015 року був призваний на військову службу до Збройних сил України Сєвєродонецьким МВК в 53-ю Окрему механізовану бригаду, в розвідувальний підрозділ.
22 серпня 2015 року при виконанні бойового завдання — розвідуванні переднього краю противника, старшина Пасічнюк Сергій Володимирович підірвався на ворожій міні та загинув смертю хоробрих.
Похований 27 серпня 2015 року в рідному селі Бузівка.

## Нагороди та вшанування
- Орден «За мужність» III ступеня, посмертно (25 грудня 2015) — за особисту мужність і самовідданість, виявлені у захисті державного суверенітету та територіальної цілісності України, високий професіоналізм, вірність військовій присязі[2]
- 9 грудня 2015 року у Бузівській загальноосвітній школі І-ІІІ ступенів відбулося урочисте відкриття меморіальної дошки загиблому в зоні АТО учителеві фізкультури і «Захисту Вітчизни» Пасічнюку Сергію Володимировичу.[3]